# Station Froland
Station Froland is een halte in het dorp Froland in de gelijknamige gemeente in het zuiden van Noorwegen. Het station is gelegen aan Arendalsbanen. 